# Tennistoernooi van Memphis 2012
Het tennistoernooi van Memphis in 2012 werd van 19 tot en met 26 februari 2012 op de hardcourt-binnenbanen van de Racquet Club of Memphis in de Amerikaanse stad Memphis (Tennessee) gespeeld. De officiële naam van het toernooi was Regions Morgan Keegan Championships and Memphis International.
Het toernooi bestond uit twee delen:
- WTA-toernooi van Memphis 2012, het toernooi voor de vrouwen
- ATP-toernooi van Memphis 2012, het toernooi voor de mannen

ATP-toernooi van Memphis – WTA-toernooi van Memphis

2002 · 2003 · 2004 · 2005 · 2006 · 2007 · 2008 · 2009 · 2010 · 2011 · 2012 · 2013